# Goran Bregović

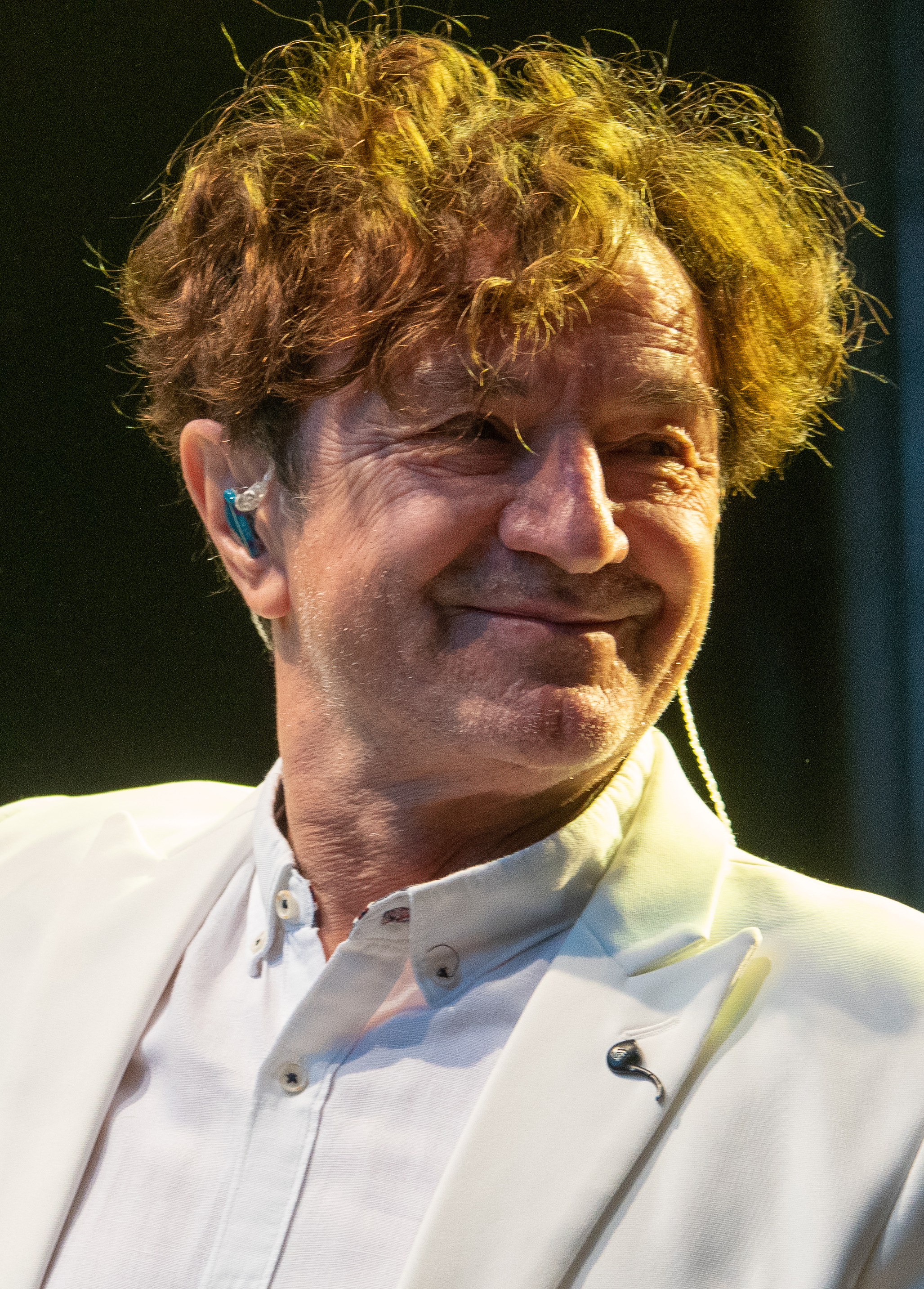
Goran Bregović (2022)

Goran Bregović (* 22. März 1950 in Sarajevo) ist ein bosnischer Musiker und Komponist.

## Biographie
Bregović, der einen kroatischen Vater aus Križevci und eine serbische Mutter aus der Herzegowina hat, bezeichnet sich selbst weiterhin als Jugoslawe. Darüber hinaus ist seine Frau Dženana Bosniakin. Nachdem er seit Anfang der 1990er in Belgrad und Paris lebte, hat er sich im Juli 2011 dazu entschlossen, mit seiner Frau und seinen Kindern in seine Heimatstadt Sarajevo zu ziehen.
Bregović begann seine Musikkarriere als 16-jähriger Bassist 1966 in der Amateurband Beštije in Sarajevo. 1974 gehörte er zu den Gründern der erfolgreichen Rockband Bijelo dugme, die bis zu ihrer Auflösung 1989 zahlreiche Hits hatte und auch über die Grenzen Jugoslawiens hinaus, so z. B. in Ost- und Südosteuropa, populär war.
International bekannt wurde er allerdings als Komponist von Filmmusik. Seinen ersten Soundtrack lieferte er 1978 für den Film Nije Nego von Mića Milošević. Weltberühmt wurde seine Musik durch die Filme von Emir Kusturica. 2008 war er beim Eurovision Song Contest in Belgrad Teil des Interval-Acts im Finale.
Für den Eurovision Song Contest 2010 schrieb Bregović den Song Ovo je Balkan (Dies ist der Balkan) für den serbischen Teilnehmer Milan Stanković. Im Finale belegte der Song den 13. Platz. Stanković nahm von dem Lied auch eine spanische Version, unter dem Titel Balkaneros, auf, die Bregović im folgenden Jahr mit den Gipsy Kings noch einmal einspielte.

## Wedding and Funeral Orchestra

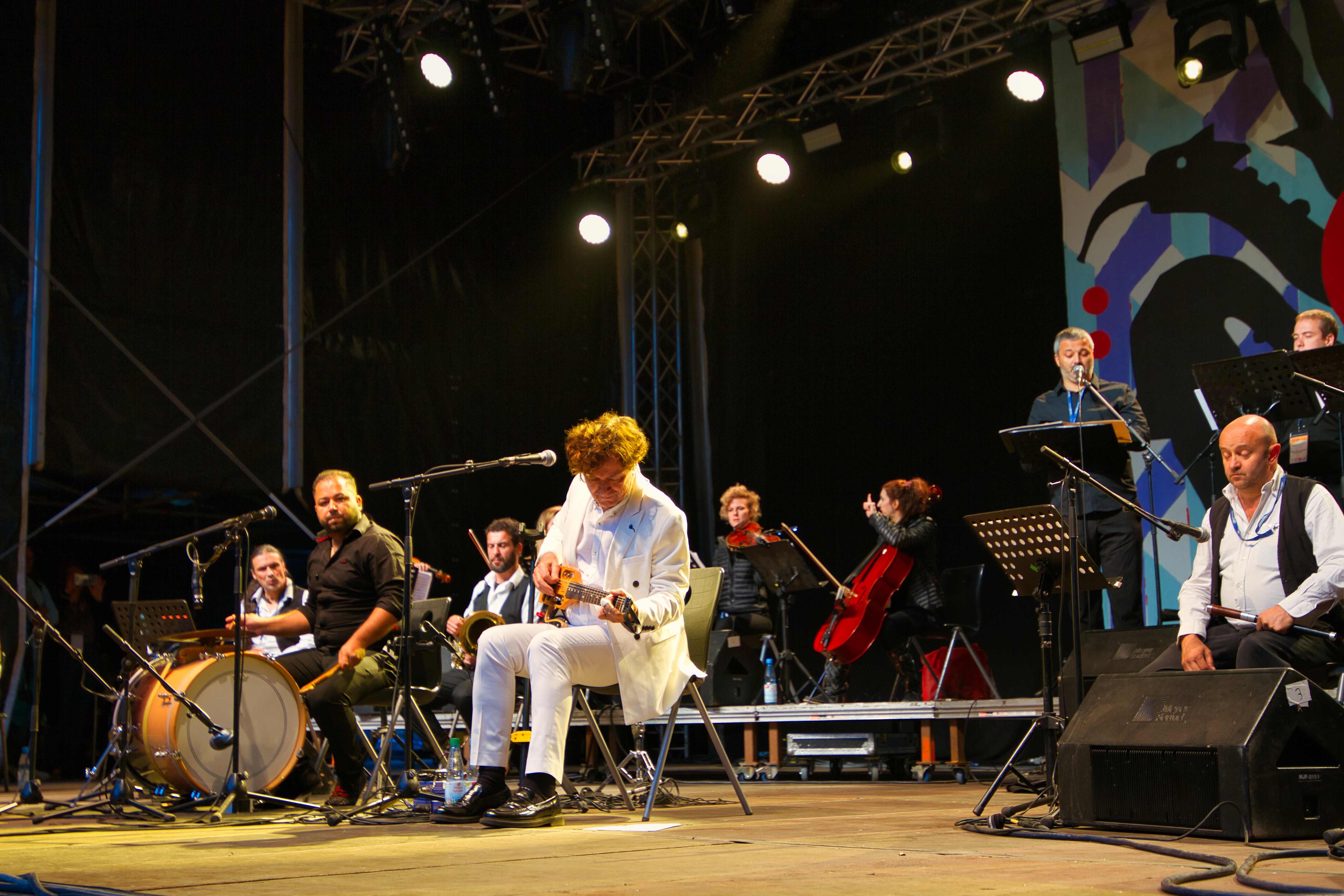
Goran Bregović & His Wedding And Funeral Band auf dem Rudolstadt-Festival (2022)

Bregović spielt seine Filmmusik auch live. So war er mit seinem seit 1998 bestehenden Wedding and Funeral Orchestra bereits weltweit auf verschiedenen Tourneen, Festivals und Einzelauftritten zu Gast. Jährlich gibt Bregović mit dem Orchester circa 100 Konzerte. Die Texte zu seinen Musikstücken wurden darüber hinaus in diverse Sprachen übertragen und die jeweiligen Künstler hatten große Erfolge mit seiner Musik in ihren Heimatländern. So sangen in Polen Kayah und Krzysztof Krawczyk seine Musik, in der Türkei Sezen Aksu, in Griechenland Giorgos Dalaras sowie Alkistis Protopsalti und in den USA Iggy Pop und Beirut. 
Das Orchester besteht aus mehreren Bläsern, Dudelsack, einem Streicherensemble, einem Männerchor aus Belgrad und verschiedenen Gastsängern aus dem jeweiligen Land, in denen das Orchester auftritt. Ein Teil der Sänger singt traditionelle Lieder auf Romani, der Sprache der Roma. Das Orchester umfasst mindestens 10 und bis zu 40 Musiker. Die Stammbesetzung des kleinen Orchesters besteht aus Muharem Redzepi (Gesang, Schlagzeug), Bokan Stanković (Trompete), Dalibor Lukić (Trompete), Stojan Dimov (Saxophon, Klarinette), Aleksandar Rajković (Posaune, Glockenspiel), Miloš Mihajlović (Posaune), Dejan Manigodić (Tuba) und Goran Bregović. Ebenfalls gehören zum kleinen Orchester die bulgarischen Sängerinnen Daniela Radkova-Aleksandrova und Ludmila Radkova-Traikova. Das kleine Orchester wird, ergänzt durch Sänger des Männerchors der Serbisch-orthodoxen Kathedrale in Sarajevo, zum großen Orchester.

## Filmografie (Auswahl)
Zu folgenden Filmen komponierte Goran Bregović die Musik:
- 1977: Traum von einem Mädchen (Leptirov oblak)
- 1988: Die Zeit der Zigeuner (Dom za vešanje)
- 1989: Kuduz
- 1990: Gluvi barut
- 1991: Das serbische Mädchen
- 1991: Mala
- 1991: Caruga
- 1993: Arizona Dream
- 1993: Toxic Affair
- 1993: La Nuit sacrée
- 1993: Le Nombril du monde
- 1994: Die Bartholomäusnacht
- 1995: Underground
- 1996: 1001 Rezepte eines verliebten Kochs (შეყვარებული კულინარის 1001 რეცეპტი)
- 1997: Der Schlangenkuss (The Serpent's Kiss)
- 1997: XXL
- 1998: Zug des Lebens (Train de vie)
- 1999: The Lost Son
- 1999: Tuvalu
- 2000: 27 Missing Kisses
- 2000: Je li jasno prijatelju?
- 2002: Musik für Hochzeiten und Begräbnisse (Musikk for bryllup og begravelser)
- 2007: Fly by Rossinant
- 2008: Mustafa
- 2011: Baikonur

## Diskografie (Auszug)
- 1976: Goran Bregović (PGP-RTB)
- 1988: Dom Za Vešanje (Muzika Iz Filma Emira Kusturice) (Diskoton)
- 1989: Kuduz (Muzika Iz Filma Ademira Kenovića) (Diskoton)
- 1990: Le Temps des Gitans / Kuduz (Philips Records)
- 1991: Παραδέχτηκα (Polydor)
- 1998: Silence Of The Balkans (Livealbum, Mercury Records)
- 1998: Ederlezi (Mercury Records, PL: Platin)[3]
- 1999: Kayah & Bregović (mit Kayah, Polygram, PL: Diamant)
- 2000: Black Cat, White Cat (Polygram)
- 2001: Daj Mi Drugie Życie (mit Krzysztof Krawczyk, BMG, PL: Gold)
- 2002: Tales And Songs From Weddings And Funerals (Mercury Records)
- 2007: Karmen (With A Happy End) (Mercury Records)
- 2008: Alkohol (Šljivovica & Champange) (Music Star Production)
- 2011: Mustafa (Sony Music)
- 2012: Champagne For Gypsies (Music Star Production)
- 2013: 24. Mart Zetra Sarajevo (Hayat Production)
- 2017: Three Letters From Sarajevo (Opus 1) (Universal Music Group)

## Ehrungen
- 2015: Chevalier Ordre des Arts et des Lettres

Ein Flugzeug der Air Serbia mit dem Luftfahrzeugkennzeichen YU-APD ist nach Goran Bregović benannt.